# Barbaças
Barbaças é o nome comum dado às aves piciformes da família Lybiidae. O grupo inclui 42 espécies, classificadas em 7 géneros , que ocorrem na África sub-saariana. 
São aves de médio porte, com cerca de 20 cm de comprimento, e de plumagem muito variável de espécie para espécie. Normalmente não apresentam dimorfismo sexual. O bico é relativamente curto mas muito largo e robusto, por vezes com bordos serrilhados. As patas são curtas e os dedos são zigodáctilos (dois para a frente, dois para trás).
A alimentação dos barbaças é à base de frutos, com preferência para figos na maioria das espécies do sul do continente africano, complementada com insectos. São aves de hábitos solitários que podem ser encontradas em zonas com árvores. Na época de reprodução escavam os próprios ninhos em troncos de árvore ou em margens arenosas de rios. As posturas contêm 2 a 4 ovos. 

## Géneros
- Gymnobucco, barbaças
- Stactolaema, barbaças
- Pogoniulus, barbadinhos
- Buccanodon, barbaças-de-manchas-amarelas
- Tricholaema, barbaças
- Lybius, barbaças
- Trachyphonus, barbaças